# Grundtjärnen (Leksands socken, Dalarna)
Grundtjärnen är en sjö i Leksands kommun i Dalarna och ingår i Dalälvens huvudavrinningsområde.